# Wiesław Trzeciakowski
Wiesław Trzeciakowski (ur. 17 grudnia 1950 w Bydgoszczy) – polski poeta, prozaik, publicysta i historyk.
Ukończył filologię polską na UMK w Toruniu. Pracował w zawodzie nauczycielskim, w latach 1980–1984 był kierownikiem klubu Towarzystwa Przyjaciół Sztuki w Bydgoszczy, a także dziennikarzem, dyrektorem Wydziału Kultury i Nauki UM Bydgoszczy (1999–2000). Od 2003 do 2017 pracownik (archiwista) bydgoskiego Archiwum Państwowego. 
Wiesław Trzeciakowski jest też tłumaczem niemieckiej poezji i eseistyki artystycznej. Zajmuje się także publicystyką historyczną. Jest laureatem głównej nagrody XII Ogólnopolskiego Festiwalu Poezji w Łodzi (1978) za książkowy debiut poetycki, a także laureatem XII Ogólnopolskiego Konkursu Poetyckiego im. W. Broniewskiego w Płocku (2000). Laureat honorowej nagrody „Białego Pióra” im. D. Stolarskiego za humanistyczne wartości w literaturze (Warszawa – Płock, za rok 2000). Laureat II nagrody w kategorii „esej” V edycji Ogólnopolskiego Konkursu Małych Form Literackich im. S. Żeromskiego (Lublin-Nałęczów 2006 r.). W XII edycji 2012 roku otrzymał nagrodę Marszałka Województwa Kujawsko-Pomorskiego w Toruniu za książkę Śmierć w Bydgoszczy 1939–1945 (1 wydanie 2011, 2 wydanie poszerz. 2012, 3 wydanie poszerz. 2013). Laureat w kategorii „Twórca” za twórczy wkład do kultury chrześcijańskiej, medal-statuetkę wręczył w imieniu środowiska katolickiego ks. biskup dr Jan Tyrawa (ordynariusz diecezji bydgoskiej) podczas inauguracji XXXIV Tygodnia Kultury Chrześcijańskiej w Bydgoszczy (8 listopada 2015). W 2018 roku otrzymał wyróżnienie Marszałka Województwa Kujawsko-Pomorskiego w związku z jubileuszem 40-lecia pracy literackiej.  
W latach 1997–2001 był stałym współpracownikiem miesięcznika „Przegląd Artystyczno-Literacki”. Od stycznia 2003 do lipca 2005 był redaktorem naczelnym „Kwartalnika Akademickiego”. Członek Internationale Novalis Gesellschaft (Niemcy).

## Publikacje książkowe
- 1979: Chłopiec z różą – tom wierszy, główny laureat XII Ogólnopolskiego Festiwalu Poezji w Łodzi za książkowy debiut poetycki[4]
- 1994: Książę pisze list Bydgoszcz, tom wierszy
- 1995: Ogród moralny Bydgoszcz, tom wierszy
- 1997: Uwodziciele i Kryształowa biblioteka, Bydgoszcz, dwa opowiadania
- 2001: Novalis i Hymny do Nocy (Przekład, wprowadzenie i objaśnienia W. Trzeciakowski), wydanie dwujęzyczne, z grafikami, Bydgoszcz
- 2002: Wyrywanie się, Toruń, tom wierszy
- 2002: Śmierć w kwitnącym sadzie, Toruń, opowiadania
- 2004: Spacer Aleją Filozofów (wokół idei Augusta Cieszkowskiego), Praca zbiorowa, J. Banaszak, W. Trzeciakowski (red.), Bydgoszcz (artykuły naukowe i szkice)
- 2005: Literatura niemiecka na przełomie XIX i XX wieku; Historia literatury światowej. Modernizm, Kraków, tom 6 (rozdział s. 277-319), praca zbiorowa, W. Trzeciakowski
- 2005: Krwawa niedziela w Bydgoszczy. Jedyny pasujący klucz do wydarzeń z 3 i 4 września 1939 roku, Bydgoszcz; W. Trzeciakowski, Wł. Sobecki
- 2005: Poezja niemieckojęzyczna w XX wieku; Historia literatury światowej. Poezja i dramat, Kraków, tom 8 (rozdział s. 111–144); W. Trzeciakowski, J. Podruga
- 2005: Wspominając Miłosza. Czy zamknięta epoka?, Bydgoszcz; artykuły i głosy: J. Speina (Toruń), Z. Zarębianka (Kraków), A. Dyszak (Bydgoszcz), W. Lewandowski (Toruń), W. Trzeciakowski (Bydgoszcz), M. Kubiak (Bydgoszcz) (książka wydana staraniem Klubu Profesorów „Wierzenica” w Bydgoszczy); J. Banaszak, W. Trzeciakowski – red.
- 2007: Ślad dłoni na murze. Cud na Starym Rynku w Bydgoszczy 9 września 1939 roku, Bydgoszcz, W. Trzeciakowski
- 2007: Z Augustem Cieszkowskim w tle. Pięć lat Klubu Profesorów „Wierzenica”; Bydgoszcz, J. Banaszak, W. Trzeciakowski
- 2008: Wybory i konsekwencje. Religijne inspiracje Lieberta, Bąka, Brandstaettera i Wojtyły – red. J. Banaszak i W. Trzeciakowski, Bydgoszcz; Artykuły naukowe i szkice literackie: M. Szulakiewicz (Toruń), J. Speina (Toruń), K. Wieczorek (Katowice), M. Geraga (Toruń), M. Smoliński (Bydgoszcz), W. Trzeciakowski (Bydgoszcz), K. Kuczkowski (Sopot), ks. Janusz A. Kobierski (Licheń-Warszawa); książka wydana staraniem Klubu Profesorów „Wierzenica” w Bydgoszczy, wydawca: Wydawnictwo Uniwersytetu Kazimierza Wielkiego w Bydgoszczy
- 2008: Złoty jubileusz. 50-lecie parafii pw.Niepokalanego Poczęcia Najśw.Maryi Panny na bydgoskich Jachcicach 1958–2008 (redakcja tekstu i wybór zdjęć W. Trzeciakowski i ks. Roman Mrosczok), monografia, Bydgoszcz
- 2008: Błękitne ciała, Bydgoszcz, tom wierszy, W. Trzeciakowski
- 2010: Listy imienne ofiar w Bydgoszczy 1939–1945, Bydgoszcz, Dokument historyczno-archiwalny (ok.900 nazwisk, w rozdziałach wstępy i omówienia, bogate przypisy), W. Trzeciakowski
- 2011: Miasto ze słów, Bydgoszcz, tom wierszy, W. Trzeciakowski
- 2011: Śmierć w Bydgoszczy 1939–1945, Bydgoszcz (dokument historyczno-archiwalny, podsumowanie tematyki, na końcu pierwsza po wojnie w takiej skali alfabetyczna lista imienna 1.100 ofiar w Bydgoszczy), W. Trzeciakowski
- 2012: Śmierć w Bydgoszczy 1939–1945, Bydgoszcz (2 wydanie poszerzone, m.in. na końcu książki alfabetyczna lista imienna 1.460 ofiar w Bydgoszczy, za 1 wydanie autor otrzymał nagrodę Marszałka Województwa Kujawsko-Pomorskiego w Toruniu,  przyznaną za 2012 rok), W. Trzeciakowski
- 2012: W nieprzerwanym ciągu, Bydgoszcz (wybór wierszy z lat 1978–2011), W. Trzeciakowski
- 2013: Flucht vor der Wahrheit. Bericht über eine deutsche Familie aus Bydgoszcz-Fordon / Ucieczka przed prawdą. Relacja o niemieckiej rodzinie z Bydgoszczy-Fordonu[7] (tekst niem. G. Medzeg, przekład polski i opracowanie W. Trzeciakowski), Bydgoszcz
- 2013: Śmierć w Bydgoszczy 1939–1945[8] (Bydgoszcz, 3 wydanie poszerz., m.in. po raz pierwszy opublikowane dokumenty z archiwum z Niemiec, a także  imienne listy 1500 ofiar z Bydgoszczy[5][3][1][6]
- 2015: Helian i inne wiersze, wstęp i przekład wierszy Wiesław Trzeciakowski, linoryty Jacek Soliński, Bydgoszcz (publikacja ze stypendium artystycznego prezydenta Bydgoszczy), Georg Trakl
- 2015: Śpiew odchodzących, Bydgoszcz (wybór artykułów i esejów literackich – referatów z literatury i filozofii, wygłaszanych na konferencjach uniwersyteckich w latach 2001–2011 w Toruniu, Katowicach, Szczecinie (Międzyzdrojach), Białymstoku i publikowanych w książkach pokonferencyjnych lub czasopismach naukowych), książka ze stypendium artystycznego prezydenta Bydgoszczy,  W. Trzeciakowski
- 2016: Niemcy i Polacy w Bydgoszczy – nie tylko konflikty. Deutschen und Polen in Bromberg – nicht nur Konflikte, Bydgoszcz 2016 (książka s.90, w języku polskim i niemieckim jest dokumentacją wykładu Wiesława Trzeciakowskiego w Mannheim (Niemcy, Baden-Württemberg) 26 lipca 2016 r. oraz opisem kilkudniowego pobytu (zob. wstęp, zdjęcia). Wykład i pobyt sfinansowano ze stypendium prezydenta Bydgoszczy w ramach obchodów 25-lecia umowy partnerskiej między Bydgoszczą a Mannheim, na zaproszenie Deutsch-Polnische Gesellschaft Mannheim-Ludwigshafen)[1][3]
- 2016: Religioso, Bydgoszcz 2016, tom wierszy, publikacja ze stypendium artystycznego prezydenta Bydgoszczy
- 2017: Selbstschutz w Bydgoszczy i powiecie bydgoskim 1939/1940, Bydgoszcz 2017; pierwsza po wojnie naukowa monografia dotycząca cywilnej niemieckiej zmilitaryzowanej organizacji o nazwie Der Volksdeutsche Selbstschutz (Samoobrona), której rozkazodawcą była niemiecka służba bezpieczeństwa (SS/SD), a celem  likwidacja państwa polskiego i udział wykonawczy w masowych zbrodniach na Polakach i Żydach m.in. na obszarze Bydgoszczy i powiatu bydgoskiego. Organizacją Selbstschutz Westpreussen (Samoobrona Prusy Zachodnie) dowodził  oficer niemieckiej służby bezpieczeństwa (SD) SS-Oberführer Ludolf v. Alvensleben (siedziba głównego dowództwa i sztabu w Bydgoszczy/Bromberg/ formalnie od 14 września do 26 listopada 1939 roku. Publikacja wydana ze stypendium prezydenta Bydgoszczy.
- 2017: Cały mój człowiek, Bydgoszcz 2017, wybór wierszy z lat 1978-2016 i Posłowie Jarosław Jakubowski (tom wydany ze stypendium prezydenta Bydgoszczy przez Galerię Autorską J.Kaja/J.Soliński)
- 2019: Życie wieczne, Bydgoszcz 2019, opowiadanie, s. 218 (wydawca: Galeria Autorska J.Kaja/J.Soliński w Bydgoszczy, reprodukcje obrazu J.Kaji i linorytów J.Solińskiego).[9]
- 2019: Marzenia dzieciństwa, Chojnice 2019, wiersze księdza Jana Behrendta, z języka niemieckiego przełożył Wiesław Trzeciakowski, wstęp Jerzy Szwankowski, wydanie polsko-niemieckie, s. 79 (pierwszy opublikowany dwujęzyczny niemiecko-polski wybór wierszy księdza J.Behrendta, ur.1850, zm. 1925, członka katolickiej niemieckiej  Kosznajderii osiadłej w regionie między Chojnicami, Tucholą i Kamieniem Krajeńskim w czasach Zakonu Krzyżackiego w XV wieku, a istniejącej jako odrębność społeczna w tym regionie do 1945 roku).
- 2020: Śladami Novalisa. Biografia, analizy literackie, przekłady, Bydgoszcz 2020 (opracowanie graficzne J.Kaja i J.Soliński)